# Nowa Rola (przystanek kolejowy)
Nowa Rola – zamknięty przystanek kolejowy w Nowej Roli na linii kolejowej nr 365 Stary Raduszec – Bad Muskau, w powiecie żarskim, w województwie lubuskim, w Polsce.